# Aenigmocaenis
Aenigmocaenis is een geslacht van haften (Ephemeroptera) uit de familie Caenidae.

## Soorten
Het geslacht Aenigmocaenis omvat de volgende soorten:
- Aenigmocaenis morgensterni